# Marcus Antonius Julianus

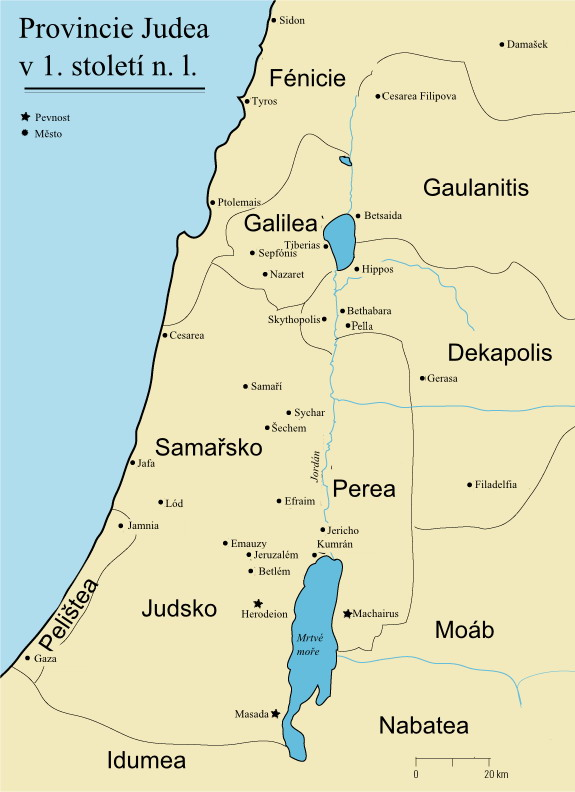
Province de Judée de 6 à 39 (au moment du déclenchement de la révolte, les frontières de la province de Judée incluent la Pérée et la partie ouest de la Galilée, tandis que la partie est, fait partie du royaume d'Agrippa II).

Marcus Antonius Julianus était procurateur de Judée de 66 à 70, à l'époque de la grande révolte juive.

## Nomination
Julianus a succédé à Gessius Florus, qui s'était montré incapable d'éviter le conflit avec les juifs. Il avait pris dix-sept talents dans le trésor sacré du Temple de Jérusalem « pour le service de l'empereur ». La population juive des alentours de Jérusalem étant en retard pour le paiement des impôts.
Julianus n'est mentionné qu'une seule fois par Flavius Josèphe. La veille de l'incendie du Temple de Jérusalem, il fait partie des hauts dirigeants participants au conseil convoqué par Titus, pour décider si oui ou non, le Temple serait incendié.
Il se peut que Marcus Antonius Julianus ait été un parent de Marcus Antonius Felix, gouverneur de la région de 52 à 60. Ce qui l'aurait aidé à mieux connaître la situation. Cependant Julianus a lui aussi échoué à empêcher la révolte de déboucher sur la guerre.

## Mentions
Le seul auteur de l'époque dont les écrits ont été conservés est Flavius Josèphe, qui indique que le pouvoir réel à l'époque a été exercé par le général Vespasien, puis à partir de 70 après que ce dernier soit devenu empereur, par son fils Titus.
L'écrivain chrétien Minucius Félix (Octavius 33,4), mentionne Antonius Julianus aux côtés de Flavius Josèphe, pour qu'un lecteur romain s'informe de la « méchanceté des Juifs ». Julianus a donc écrit une histoire en rapport avec les Juifs et la Judée, mais celle-ci est totalement perdue,. Vu la période où il a été en fonction, on peut supposer qu'il abordait le déclenchement de la révolte. À la fin du IIe début du IIIe siècle son texte existait encore et a probablement disparu avec la conversion des empereurs romains au christianisme. La relation de ces événements faite par Flavius Josèphe à la demande des empereurs Vespasien et Titus convenait beaucoup plus aux chrétiens, au point qu'ils en ont fait parfois un « 5e évangile » dont le livre VI de la Guerre des Juifs figure dans certaines versions de la Bible.